# Hovinsaari, Kotka
Hovinsaari är en ö i Finland.   Den ligger i kommunen Kotka i  landskapet Kymmenedalen, i den södra delen av landet, 110 km öster om huvudstaden Helsingfors.